# Alano III de Bretaña
Alan III de Rennes también Alano de Bretaña (997-1 de octubre de 1040), conde de Rennes y duque de Bretaña (1008-1040).

## Biografía
Hijo del duque Godofredo I y de Havoise de Normandía, Alano sucedió a su padre en 1008, sin embargo, habida cuenta de que era menor de edad, su madre ejerció la regencia mientras que su hermano Ricardo II de Normandía asumió el tutelaje de Bretaña. En 1010, una gran rebelión campesina, que se extendió de Normandía a Bretaña, puso en serio riesgo la regencia de Havoise, que animó a su hijo para que llevara a los nobles a aplastar la rebelión.
En agosto de 1027, cuando Roberto I de Normandía tomó el poder en su país, al parecer Alan aprovechó la conmoción resultante para sacar a Bretaña de la soberanía normanda. A principios de la década de 1030, Roberto atacó con éxito la ciudad de Dol y Alano, en respuesta, invadió el Avranchin, ataque que fue rechazado, pero que no fue el último, ya que continuaron las incursiones de uno y otro lado. Después de que Roberto llevara a cabo una invasión por tierra y por mar, el arzobispo de Ruan consiguió una tregua entre sus dos sobrinos, en Mont-Saint-Michel, donde Alano juró fidelidad a Roberto. Cuando éste partió hacia Tierra Santa (principios de 1035), designó a su primo Alano como uno de los guardianes de su hijo Guillermo
En 1037, a la muerte del arzobispo de Ruan, Roberto el Danés, el gobierno de Normandía quedó en manos de Alano y su primo Gilberto de Brionne, que designaron para la sede vacante al arzobispo Mauger de Ruan, tratando de ganar el apoyo de éste para el duque Guillermo. El 1 de octubre de 1040, mientras sitiaba un castillo rebelde en Vimoutiers, Normandía, Alano murió de repente. Según Orderico Vital, fue envenenado por normandos. No mucho después, Gilberto de Brionne también fue asesinado mientras cabalgaba con unos amigos.

## Familia
En 1018, Alano casó con Berta de Blois, de quien tuvo dos hijos:
- Conan II († 1066), duque de Bretaña
- Havoise, duquesa de Bretaña.

Después del 14 de mayo de 1046, su viuda casó en segundas nupcias con Hugo IV de Maine.